# Vermipsylla ibexa
Vermipsylla ibexa är en loppart som beskrevs av Zhang Jintong et Yu Xin 1981. Vermipsylla ibexa ingår i släktet Vermipsylla och familjen grävlingloppor. Inga underarter finns listade i Catalogue of Life.